# Чекирова, Людмила Дмитриевна
 Чекирова Людмила Дмитриевна  (р. 18 марта 1950 года,  г. Прокопьевск ) — певица (лирико драматическое сопрано), Заслуженная артистка Туркменской ССР (1991), народная артистка Республики Башкортостан (2000).

## Биография
Чекирова Людмила Дмитриевна родилась 18 марта 1950 года в г. Прокопьевск.
После окончания в  1979 году Московской консерватории (класс Е.И.Шумиловой) работала солисткой в Туркменском театре оперы и балета им. Махтумкули (Ашхабад).
С 1995 года - солистка, с 2011 года - педагог репетитор Башкирского государственного театра оперы и балета.
Чекирова Л обладает сильным голосом красивого тембра. Гастролировала по России, Германии, Польше, Турции.

## Роли в спектаклях
Чио-Чио-сан (опера Дж.Пуччини; дебют, Туркменский театр оперы и балета им. Махтумкули, 1979), Аида (одноимённая опера Дж.Верди), Ярославна (“Князь Игорь” А.П.Бородина), Кармен (одноимённая опера Ж.Бизе), Шафак (“В ночь лунного затмения”) и др.

## Награды и звания
- Народная артистка Республики Башкортостан (2000).
- Заслуженная артистка Туркменской ССР (1991).
- Дипломант Всесоюзного фестиваля искусств “Молодёжь, культура, перестройка” (Москва, 1988).
- Лауреат премии Ленинского комсомола Туркменской ССР (1985).